# WWF Raw (jeu vidéo, 1994)
Pour les articles homonymes, voir WWF Raw.
WWF RAW est un jeu vidéo basé sur l'émission télévisée et branche professionnelle du même nom dirigée par la World Wrestling Federation, commercialisé sur consoles Super Nintendo, Sega 32X, Mega Drive, Game Gear et Game Boy fin 1994 et début 1995 par Acclaim Entertainment. Il s'agit de la suite du jeu WWF Royal Rumble commercialisé en 1993, concluant la trilogie des jeux vidéo WWF de chez LJN. Le joueur peut combattre dans des matchs à un-contre-un, en tag team, bedlam (tornado tag), aux Survivor Series, au Royal Rumble, ou dans un match Raw Endurance.
WWF RAW met en scène les différents catcheurs possédant chacun ses propres prises et coups. Le jeu ajoute également de nombreuses prises exclusives qui n'ont pas été ajoutées dans les jeux précédents, comme le DDT, fallaway slam, et autres types de souplesses. les catcheurs diffèrent selon leurs attributs en vélocité, force, stamina et poids.

## Système de jeu
Lors d'un match à un-contre-un, deux catcheurs (un joueur contre un personnage contrôlé par ordinateur, ou deux joueurs) s'affrontent face-à-face. Des variations de matchs — One Fall, Brawl et Tournament — sont disponibles. Le match One Fall met en scène la présence d'un arbitre dans le ring. La victoire est assurée lors d'un décompte de trois secondes dans le ring, ou d'un décompte de dix secondes hors du ring. Dans un match Brawl, cependant, l'arbitre est absent, ce qui permet des prises et mouvements illégaux comme l'étranglement, et n'implique aucun décompte donc aucune disqualification. Le joueur doit infliger vider les points de vie de son adversaire pour gagner. Dans un match Tournament, le joueur doit combattre tous les autres catcheurs un à un pour obtenir sa ceinture de champion.
Chaque type de match est disponible incluant le Royal Rumble comme main event, mais nommé Triple Tag Team. Le bedlam (tornado tag) est également inclus.

## Personnages disponibles
Sur la console Super Nintendo, on peut jouer à WWF Raw avec les lutteurs suivants :
- Bret "The Hitman" Hart
- Bam Bam Bigelow
- 1-2-3 Kid
- Diesel
- Razor Ramon
- Doink the Clown
- Owen "The King of Harts" Hart
- Shawn Michaels
- Yokozuna
- Lex Luger
- The Undertaker
- Luna Vachon

Chaque personnage a son propre "finishing move", c'est-à-dire sa prise de finition.
En plus des finishers traditionnels, chaque personnage possédait une attaque spéciale qu'il pouvait utiliser lorsqu'une jauge était remplie. Par exemple, Owen Hart tournait en toupie sur tout le ring mettant KO toute personne qu'il heurtait, diesel pouvait projeter son adversaire dans les airs comme une fusée, ce dernier retombait sur le ring après quelques secondes et Yokozuna montait sur la troisième corde et se projetait comme un boulet de canon sur le sol du ring faisant tomber tous les catcheurs présents sur le ring.

## Accueil
Après sa sortie, le magazine Famitsu attribue une note de 19 sur 40 à la version Mega Drive. D'autres notes ont été attribuées. GamePro attribue une note de 100/100, Total! une note de 80 sur 100, Joypad Magazine un note de 75/100, Game Players une note de 71/100 et AllGame une note de 60/100.